# Monte Akagi
O Monte Akagi (赤城山, Akagi-yama) é montanha estratovulcânica localizada na prefeitura de Gunma, no Japão. Ele se formou por volta de 31 mil anos atrás durante o período Pleistoceno e consiste principalmente em andesito, estando localizado na extremidade norte da planície de Kantō. Sua caldeira vulcânica tem aproximadamente três por quatro quilômetros, com o Lago Ono ficando localizado na extremidade nordeste da caldeira. Erupções vulcânicas do Monte Akagi foram registradas várias vezes durante o século IX e a última possivelmente ocorreu em 1251, porém isto é incerto.